# Kamo Howhannisjan
Kamo Artaszesi Howhannisjan (orm. Կամո Հովհաննիսյան, ur. 5 października 1992 w Erywaniu) – piłkarz ormiański grający na pozycji bocznego pomocnika. Od 2002 jest zawodnikiem klubu Piunik Erywań.

## Kariera klubowa
Swoją karierę piłkarską Howhannisjan rozpoczął w klubie Szengawit Erywań. Następnie w 2002 podjął treningi w Piuniku Erywań. W sezonie 2009 został włączony do kadry pierwszego zespołu. W debiutanckim sezonie wywalczył swój pierwszy tytuł mistrza Armenii oraz zdobył swój pierwszy Puchar Armenii w karierze. W sezonie 2010, w którym stał się podstawowym zawodnikiem Piunika, ponownie sięgnął z tym klubem po dublet. Wraz z Piunikiem zdobył też Puchary Armenii w sezonach 2012/2013 i 2013/2014 oraz Superpuchary Armenii w 2010 i 2011 roku.
| Sezon   | Klub          | Kraj    | Rozgrywki        | Mecze | Bramki |
| ------- | ------------- | ------- | ---------------- | ----- | ------ |
| 2009    | Piunik Erywań | Armenia | Barcragujn chumb | 4     | 0      |
| 2010    | Piunik Erywań | Armenia | Barcragujn chumb | 16    | 0      |
| 2011    | Piunik Erywań | Armenia | Barcragujn chumb | 25    | 0      |
| 2012/13 | Piunik Erywań | Armenia | Barcragujn chumb | 42    | 10     |
| 2013/14 | Piunik Erywań | Armenia | Barcragujn chumb | 22    | 4      |

## Kariera reprezentacyjna
W reprezentacji Armenii Howhannisjan zadebiutował 29 lutego 2012 w wygranym 3:1 towarzyskim meczu ze Kanadą, rozegranym w Limassolu. W 92. minucie tego meczu zmienił Lewona Hajrapetiana.